# Milly Scott
Milly Scott (* 29. Dezember 1933 in Den Helder als Marion Henriette Louise Molly) ist eine niederländische Sängerin und Fernseh-Schauspielerin mit surinamischen Wurzeln. Sie ist der erste schwarze Künstler, der beim Eurovision Song Contest teilnahm.

## Leben und Wirken
Milly Scott, die vorher schon eine bekannte Jazzclub-Sängerin war und 1963 mit Bob Kapers Beale Street Seven die Single Up a Lazy River / Crawdad Song veröffentlichte, siegte beim niederländischen Vorentscheid und durfte daher beim Grand Prix Eurovision de la Chanson 1966 in Luxemburg für die Niederlande antreten. Mit dem humoristischen Schlager Fernando en Filippo erreichte sie allerdings nur den 15. Platz. Sie blieb nach dem Wettbewerb als Jazzsängerin aktiv. 1969 entstand die Gospel-LP It’s Me, Oh Lord! mit dem Chor The Rivals. Zehn Jahre später veröffentlichte Scott eine Disco-Version des Miriam-Makeba-Klassikers Pata Pata.
Gelegentlich war sie als Schauspielerin tätig. Scotts bekannteste Rolle war die Inhaftierte Baby Miller in der Gefängnis-Serie Vrouwenvleugel des Senders RTL 4 Mitte der 1990er Jahre.